# Ādityāna
Ādityāna är en ort i Indien.   Den ligger i distriktet Porbandar och delstaten Gujarat, i den västra delen av landet, 1 100 km sydväst om huvudstaden New Delhi. Ādityāna ligger 36 meter över havet och antalet invånare är 17 237.
Terrängen runt Ādityāna är platt åt sydväst, men åt nordost är den kuperad. Runt Ādityāna är det ganska tätbefolkat, med 199 invånare per kvadratkilometer. Närmaste större samhälle är Porbandar, 11,7 km sydväst om Ādityāna. Trakten runt Ādityāna består till största delen av jordbruksmark.